# 38-о основно училище „Васил Априлов“
38 основно училище „Васил Априлов“ е едно от най-старите училища в София. Създадено през 1896, то се отделя от Първа Софийска девическа гимназия като самостоятелно третокласно училище с 13 учители и 188 ученици. Първоначално е заемало стара къща на ул. „Леге“, а после е преместено в друга на ул. „Сан Стефано“. През 1912 е построена сегашната сграда на ул. „Шипка“. Поради войната тя е превърната в болница.
След 9 септември 1944 училището приема името „Васил Априлов“, което носи и до днес. Патронният празник първоначално се чества на 16 октомври – годишнината от смъртта на Васил Априлов. По-късно, през 1965 г., учителският колектив променя датата на 23 март – денят на завещанието на Васил Априлов.
Много известни личности са направили първите си стъпки в училище „Васил Априлов“: писателите Димитър Димов, Стоян Загорчинов, Денчо Марчевски, Петър Бобев (през 1928 г.); футболистите: Атанас Григоров (Славия), Ангел Вихрийски (Локомотив Пловдив); композиторите Димитър и Любомир Сагаеви, Димитър Вълчев, Константин Илиев; оперната певица Райна Кабаиванска; артистите Сия Челебиева, Ванча Дойчева, Жоржета Чакърова, Стефан Данаилов, Константин Коцев, певците Кирил Маричков, Орлин Павлов, Патриарх Неофит Български и др.
За добрата си работа на 13 март 1970 училището е наградено с орден „Кирил и Методий“ – I степен. Повече от 30 години училище „Васил Априлов“ е база за катедрите Педагогика, Българска филология, Биология и География към СУ „Св. Климент Охридски“. Много от учителите участват в авторски колективи за написване на учебници и методически пособия за учителите.
Училището предлага ранно чуждо-езиково обучение. Обзаведени са два компютърни кабинета.